# 声の教育社
声の教育社（こえのきょういくしゃ）は、東京都新宿区に本社を置く日本の出版社。
首都圏の高校・中学校の過去問題集を中心に受験対策を目的とした学習参考書などを出版している。以前は静岡､大阪､兵庫､福岡各県の高校入試本も存在したが平成18年を最期に出版されておらず、最近は首都圏にターゲットを絞っている模様。
過去問題集は解答用紙がついており、推定配点が記されている。また、それには「平成4年より小社発行の過去問題集全点の本文巻頭に配点つき解答用紙集を収録していますが、このアイディアをそっくり物真似した会社があります。この合格判定表の無断転載または盗用は著作権侵害の恐れがありますので、前もってお断りいたします」との注意書きも記されている。
「こえのきょういくしゃ」と呼ぶのは長いということで、学習塾などからは「こえきょう」と略されることが多い。